# Lutas nos Jogos Olímpicos de Verão de 2020 - Greco-romana até 130 kg masculino
A categoria greco-romana até 130 kg masculino das lutas nos Jogos Olímpicos de Verão de 2020 ocorreu nos dias 1 e 2 de agosto de 2021 no Makuhari Messe, em Tóquio. Um total de 16 lutadores, cada um representando um Comitê Olímpico Nacional (CON), participaram do evento.

## Qualificação
Um total de 16 vagas foram atribuídas para a categoria greco-romana até 130 kg masculino, cada um representando um CON, conforme abaixo:
- 6 pelo Campeonato Mundial de 2019;
- 2 pelo torneio qualificatório pan-americano;
- 2 pelo torneio qualificatório europeu;
- 2 pelo torneio qualificatório da África e Oceania;
- 2 pelo torneio qualificatório asiático;
- 2 pelo torneio qualificatório mundial.

## Formato
As competições de luta greco-romana consistem em um torneio de eliminação simples, com uma repescagem usada para determinar os vencedores das duas medalhas de bronze. Os dois finalistas se enfrentam pelas medalhas de ouro e prata. Cada lutador que perde para um dos dois finalistas segue para a repescagem, culminando em duas lutas pela medalha de bronze com os perdedores da semifinal, cada um enfrentando o oponente restante da repescagem de sua metade da chave.

## Calendário
Horário local (UTC+9)
| Data                | Horário | Fase            |
| ------------------- | ------- | --------------- |
| 1 de agosto de 2021 | 11:00   | Qualificatórias |
| 1 de agosto de 2021 | 18:15   | Semifinais      |
| 2 de agosto de 2021 | 11:00   | Repescagem      |
| 2 de agosto de 2021 | 19:30   | Finais          |

## Medalhistas
| Ouro   | CUB Mijaín López                    |
| Prata  | GEO Iakob Kajaia                    |
| Bronze | TUR Rıza Kayaalp ROC Sergey Semenov |

## Resultados
Estes foram os resultados da competição:
Legenda
- F — Vitória por queda.

### Chaveamento
|  | Oitavas de final         | Oitavas de final         | Oitavas de final |  |  | Quartas de final       | Quartas de final       | Quartas de final |   |                    | Semifinais         | Semifinais       | Semifinais |  |  | Final | Final | Final |
|  |                          |                          |                  |  |  |                        |                        |                  |   |                    |                    |                  |            |  |  |       |       |       |
|  | TUR Rıza Kayaalp         | TUR Rıza Kayaalp         | 5                |  |  |                        |                        |                  |   |                    |                    |                  |            |  |  |       |       |       |
|  | LTU Mantas Knystautas    | LTU Mantas Knystautas    | 1                |  |  | TUR Rıza Kayaalp       | TUR Rıza Kayaalp       | 6                |   |                    |                    |                  |            |  |  |       |       |       |
|  | BRA Eduard Soghomonyan   | BRA Eduard Soghomonyan   | 0                |  |  | GER Eduard Popp        | GER Eduard Popp        | 2                |   |                    |                    |                  |            |  |  |       |       |       |
|  | GER Eduard Popp          | GER Eduard Popp          | 2                |  |  |                        |                        |                  |   | TUR Rıza Kayaalp   | TUR Rıza Kayaalp   | 0                |            |  |  |       |       |       |
|  | ROU Alin Alexuc-Ciurariu | ROU Alin Alexuc-Ciurariu | 0                |  |  |                        | CUB Mijaín López       | CUB Mijaín López | 2 |                    |                    |                  |            |  |  |       |       |       |
|  | CUB Mijaín López         | CUB Mijaín López         | 9                |  |  | CUB Mijaín López       | CUB Mijaín López       | 8                |   |                    |                    |                  |            |  |  |       |       |       |
|  | KOR Kim Min-seok         | KOR Kim Min-seok         | 0                |  |  | IRI Amin Mirzazadeh    | IRI Amin Mirzazadeh    | 0                |   |                    |                    |                  |            |  |  |       |       |       |
|  | IRI Amin Mirzazadeh      | IRI Amin Mirzazadeh      | 6                |  |  |                        |                        |                  |   |                    | CUB Mijaín López   | CUB Mijaín López | 5          |  |  |       |       |       |
|  | UZB Muminjon Abdullaev   | UZB Muminjon Abdullaev   | 8                |  |  |                        | GEO Iakob Kajaia       | GEO Iakob Kajaia | 0 |                    |                    |                  |            |  |  |       |       |       |
|  | EST Artur Vititin        | EST Artur Vititin        | 0                |  |  | UZB Muminjon Abdullaev | UZB Muminjon Abdullaev | 0                |   |                    |                    |                  |            |  |  |       |       |       |
|  | CHI Yasmani Acosta       | CHI Yasmani Acosta       | 5                |  |  | CHI Yasmani Acosta     | CHI Yasmani Acosta     | 2                |   |                    |                    |                  |            |  |  |       |       |       |
|  | TUN Amine Guennichi      | TUN Amine Guennichi      | 1                |  |  |                        |                        |                  |   | CHI Yasmani Acosta | CHI Yasmani Acosta | 1                |            |  |  |       |       |       |
|  | GEO Iakob Kajaia         | GEO Iakob Kajaia         | 9F               |  |  |                        | GEO Iakob Kajaia       | GEO Iakob Kajaia | 1 |                    |                    |                  |            |  |  |       |       |       |
|  | FIN Elias Kuosmanen      | FIN Elias Kuosmanen      | 0                |  |  | GEO Iakob Kajaia       | GEO Iakob Kajaia       | 3                |   |                    |                    |                  |            |  |  |       |       |       |
|  | ROC Sergey Semenov       | ROC Sergey Semenov       | 3                |  |  | ROC Sergey Semenov     | ROC Sergey Semenov     | 1                |   |                    |                    |                  |            |  |  |       |       |       |
|  | EGY Abdellatif Mohamed   | EGY Abdellatif Mohamed   | 1                |  |  |                        |                        |                  |   |                    |                    |                  |            |  |  |       |       |       |

### Repescagem
|  | Repescagem               | Repescagem               | Repescagem |  | Disputa pelo bronze | Disputa pelo bronze | Disputa pelo bronze |  |  |  |  |
|  |                          |                          |            |  |                     |                     |                     |  |  |  |  |
|  | ROU Alin Alexuc-Ciurariu | ROU Alin Alexuc-Ciurariu | 1          |  | IRI Amin Mirzazadeh | IRI Amin Mirzazadeh | 2                   |  |  |  |  |
|  | IRI Amin Mirzazadeh      | IRI Amin Mirzazadeh      | 5          |  | TUR Rıza Kayaalp    | TUR Rıza Kayaalp    | 7                   |  |  |  |  |
|  |                          |                          |            |  |                     |                     |                     |  |  |  |  |
|  | FIN Elias Kuosmanen      | FIN Elias Kuosmanen      | 0          |  | ROC Sergey Semenov  | ROC Sergey Semenov  | 1                   |  |  |  |  |
|  | ROC Sergey Semenov       | ROC Sergey Semenov       | 11         |  | CHI Yasmani Acosta  | CHI Yasmani Acosta  | 1                   |  |  |  |  |

## Classificação final
| Pos.              | Lutador                  |
| ----------------- | ------------------------ |
| Medalha de ouro   | CUB Mijaín López         |
| Medalha de prata  | GEO Iakob Kajaia         |
| Medalha de bronze | TUR Rıza Kayaalp         |
| Medalha de bronze | ROC Sergey Semenov       |
| 5                 | IRI Amin Mirzazadeh      |
| 5                 | CHI Yasmani Acosta       |
| 7                 | UZB Muminjon Abdullaev   |
| 8                 | GER Eduard Popp          |
| 9                 | EGY Abdellatif Mohamed   |
| 10                | LTU Mantas Knystautas    |
| 11                | TUN Amine Guennichi      |
| 12                | ROU Alin Alexuc-Ciurariu |
| 13                | BRA Eduard Soghomonyan   |
| 14                | KOR Kim Min-seok         |
| 15                | EST Artur Vititin        |
| 16                | FIN Elias Kuosmanen      |